# Dulipolje
Dulipolje (cirill betűkkel Дулипоље) egy falu Montenegróban, az Andrijevicai községben.

## Népesség
- 1948-ban 653 lakosa volt.
- 1953-ban 560 lakosa volt.
- 1961-ben 532 lakosa volt.
- 1971-ben 465 lakosa volt.
- 1981-ben 309 lakosa volt.
- 1991-ben 242 lakosa volt
- 2003-ban 134 lakosa volt, akik közül 100 szerb (74,62%), 25 montenegrói (18,65%).